# Maurice Greene (friidrottare)
Maurice Greene, född 23 juli 1974 i Kansas City, Kansas, USA, är en amerikansk före detta friidrottare.
Greene var 1990-talets och början av 2000-talets största stjärna på den manliga kortdistanslöpningen. Greenes första internationella mästerskap var VM 1995 i Göteborg där han blev utslagen redan i kvartsfinalen. Han misslyckades året efter att kvala in till de Olympiska sommarspelen 1996 i Atlanta. 1997 sprang han för första gången under 10 sekunder utomhus på 100 meter och samma år vann han sitt första VM-guld på 100 meter vid VM i Aten. Året efter slog han världsrekordet på 60 meter inomhus när han sprang på 6.39. Vid VM 1999 i Sevilla blev han historisk när han som förste man vann VM-guld på både 100 meter och 200 meter. Segertiden 9,80 på 100 meter var mästerskapsrekord fram till 2009, då detta slogs av Usain Bolts världsrekordlopp på 9,58. 
Den 16 juni 1999 slog han även Donovan Baileys världsrekord på 100 meter när han sprang på 9,79, en tid som tangerade den rekordtid som Ben Johnson sprang på vid Olympiska sommarspelen 1988 men som senare ströks på grund av dopning. Greenes världsrekord stod sig till Asafa Powell 2005 sprang på 9,77. Däremellan hade Tim Montgomery sprungit på 9,78 men det rekordet ströks senare även detta på grund av dopning. 
Greene deltog vid Olympiska sommarspelen 2000 i Sydney där han vann guld på 100 meter och guld i stafett på 4 x 100 meter. Vid världsmästerskapen 2001 tangerande han Carl Lewis bedrift då han vann sitt tredje raka guld på 100 meter. 
VM 2003 i Paris blev ett misslyckande för Greene som blev utslagen redan i semifinalen. Han kom emellertid tillbaka till Olympiska sommarspelen 2004 i Aten där han blev bronsmedaljör på 100 meter, slagen av Justin Gatlin och Francis Obikwelu. Dessutom sprang han tredje sträckan i det amerikanska stafettlaget på 4 x 100 meter som slutade på andra plats, slaget med en hundradel av Storbritannien.
2008 meddelade Greene att han avslutade sin aktiva karriär.

## Övrigt
Greene var, under en tid, den sprinter som (augusti 2007) presterat flest 100-meterslopp på en tid under 10,00 sek, vilket han har gjort 51 gånger.